# Sainte-Suzanne (Ariège)
 Sainte-Suzanne  es una población y comuna francesa, en la región de Mediodía-Pirineos, departamento de Ariège, en el distrito de Pamiers y cantón de Le Fossat.

## Demografía
| 242 | 233 | 224 | 190 | 174 | 192 |
| Para los censos de 1962 a 1999 la población legal corresponde a la población sin duplicidades (Fuente: INSEE [Consultar]) |     |     |     |     |     |

## Lugares de interés

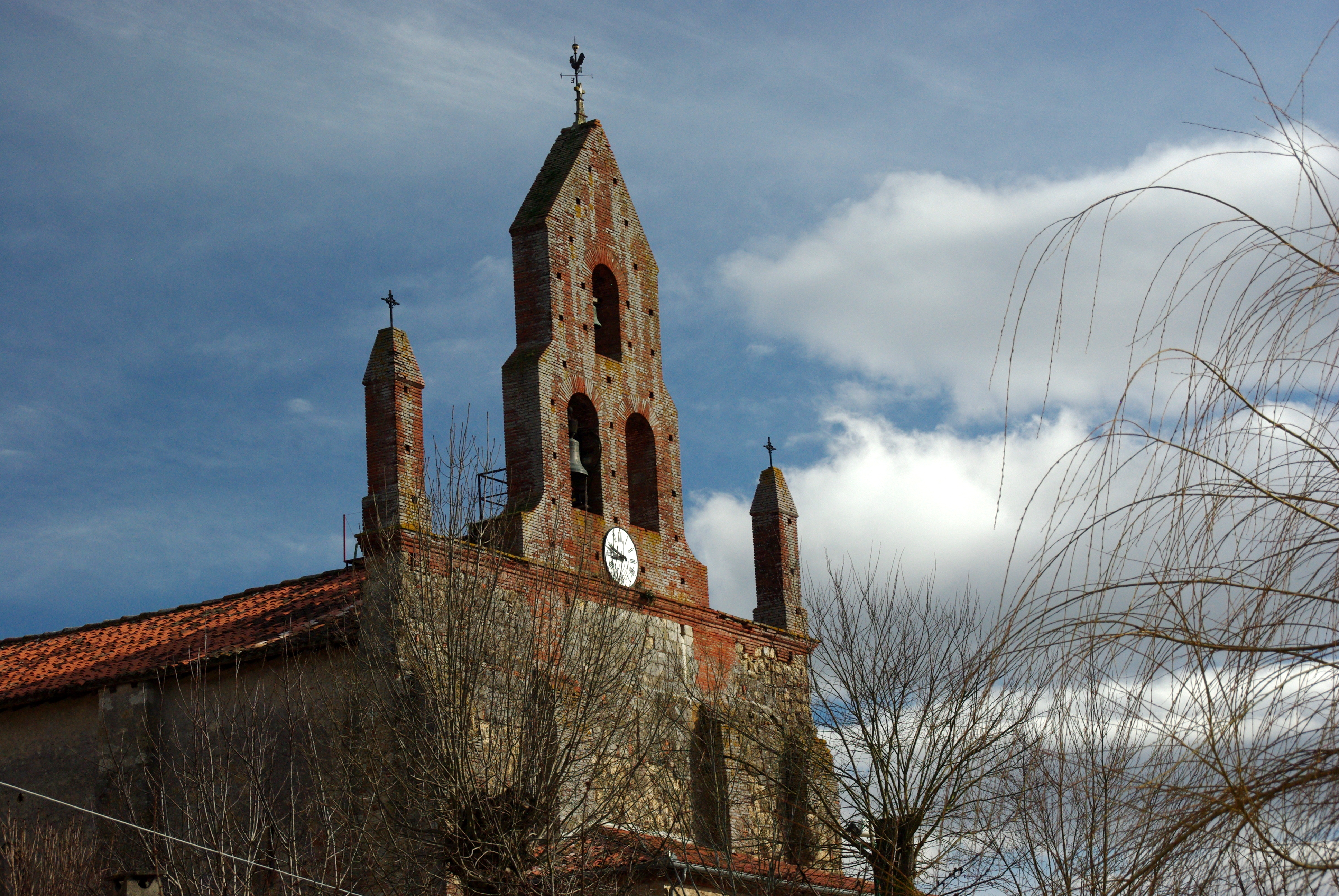
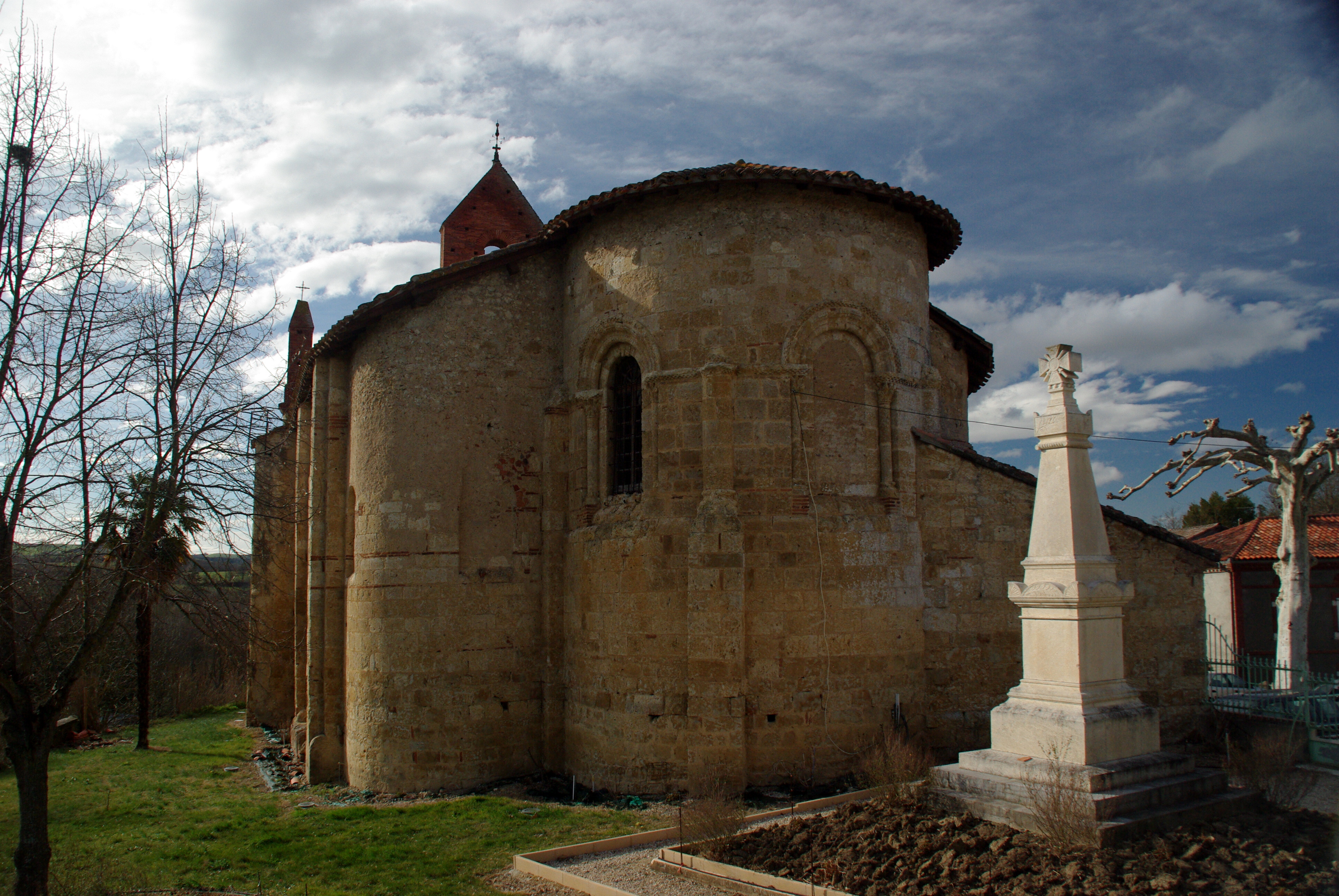

- Iglesia de Ste-Suzanne